# Xtremo
Xtremo (Xtreme) è un film del 2021, diretto da Daniel Benmayor.

## Trama
Un ex sicario medita vendetta nei confronti del suo spietato fratellastro con l'aiuto della sorella e di un problematico ragazzo.

## Distribuzione
Il film è stato distribuito sulla piattaforma Netflix a partire dal 4 giugno 2021.